# Jean Yanne
Jean Yanne (18. července 1933 Les Lilas – 23. května 2003 Morsains) byl francouzský herec a režisér, vlastním jménem Jean Goué.
Výběr z jeho filmů:
- Bratrstvo vlků – Hon na bestii (2001)
- Le Radeau de la Méduse (1994)
- Indočína (1992)
- Ve státním zájmu (1978)
- Bestie musí zemřít (1969)
- Řezník (Le boucher) (1969)